# (38848) 2000 SN68
2000 SN68 (asteroide 38848) é um asteroide da cintura principal. Possui uma excentricidade de 0.10454650 e uma inclinação de 6.56116º.
Este asteroide foi descoberto no dia 24 de setembro de 2000 por LINEAR em Socorro.